# Poder transversal
El poder transversal, soft power en anglès, és exercir el control de les accions de les persones mitjançant elements culturals com el llenguatge, les expectatives i les imatges. El terme s’empra principalment en política, (específicament en política internacional). S'involucren tots els productes culturals possibles: música, videojocs, cinema, televisió i llibres, de ficció i no ficció. És una estratègia de persuasió i aplicació de poder desenvolupada per Joseph Nye de la Universitat Harvard. El terme apareix la primera vegada en 1990 a Bound to Lead: The Changing Nature of American Power.
Segons la definició de Nye, el poder consisteix en la capacitat d'influir el comportament dels altres amb la intenció d'aconseguir els resultats que un vol. Hi ha diferents aproximacions a l'ús del poder: una d'elles és emprar la coerció i les amenaces, mentre que una altra és l'ús d'eines d'atracció i apropació. Aquesta idea es pot contrastar amb la de hard power of "poder dur": l'ús de la coerció i el pagament. Tal com s’indica en el llibre de Nye, “quan un país aconsegueix que altres països vulguen el que ell vol podem cridar-ho coerció o poder transversal, en contrast amb el dur o d’ordenar als altres que facin el que vols”. El soft power pot ser emprat per estats així com qualsevol agent de la política internacional, com les ONG i les institucions supranacionals. Es considera la "segona cara del poder" que indirectament permet a aquests agents aconseguir els resultats desitjats. La major part de les seves fonts són propietat de les persones i grans empreses que concentren el poder, són privades i, fins i tot en una dictadura comunista, es troben fora del control del govern.

## Història
Nye ha desenvolupat amb més extensió el concepte a la seva obra de 2004 titulada Soft Power: The Means to Success in World Politics. Aquest mot avui en dia es fa servir extensament en relacions internacionals per part d'analistes i polítics. Per exemple, l'any 2004 Hu Jintao (l'aleshores Secretari General del Partit Comunista Xinès) en un discurs dirigit al 17è Congrés del Partit Comunista digué que Xina ha de créixer en el seu ús de soft power, mentre que Robert Gates, Ministre de Defensa dels Estats Units va parlar el mateix any de la necessitat d'augmentar el soft power americà mitjançant "un increment dramàtic de la inversió en els instruments civils de seguretat nacional: diplomàcia, comunicacions estratègiques, assistència estrangera, acció civil i reconstrucció i desenvolupament econòmic.
L'any 2010 Annete Lu, ex-vicepresidenta de Taiwan, en una visita a Corea del Sud va defensar l'ús de soft power de la República de la Xina com un model per resoldre conflictes internacionals. El general Wesley Clark ha fet servir també el terme comentant que ha donat als Estats Units "influència molt més enllà dels límits establerts per les polítiques tradicionals basades en el balanç de poder".

## Eines
"Un país pot obtenir els resultats desitjats en política internacional si d'altres països que, admirant els seus valors, imitant el seu exemple, aspirant el seu nivell de prosperitat i obertura, el volen seguir. En aquest sentit, és també important d'assignar propòsits i atreure d'altres en política mundial, i no tan sols forçar-los al canvi mitjançant les amenaces del poder militar o sancions econòmiques. Aquest soft power, fent que d'altres vulguin els mateixos resultats que tu, és apropiació més que no pas coerció."
Les eines emprades pel soft power són els recursos que produeixen atracció i que sovint produeixen un consens amb els altres. Nye escriu que la "seducció és sempre més efectiva que la coerció, i un bon nombre de valors com la democràcia, els drets humans i les oportunitats individuals són profundament seductores." Angelo Codevilla ha observat que un aspecte sovint oblidat d'aquest tipus de poder és que diferents segments d'una mateixa població senten atracció i repulsió per objectes, idees, imatges o perspectives diferents. El "poder tou" es troba amb problemes quan la política, la cultura o els valors produeixen repulsió en altres en lloc d'atracció.
En la seva obra, Nye descriu la dificultat dels governs a l'hora de servir-se del soft power, que seria una eina més complicada que l'ús del "poder dur" per dues raons: En primer lloc, la major part de les seves fonts es troben fora del control del govern. En segon lloc, tendeix a "funcionar indirectament moldejant l'entorn per l'acció política, i de vegades es triguen anys a aconseguir els resultats desitjats." El llibre identifica tres categories essencials de soft power: cultura, valors polítics i polítiques.

## Exemples

### Mundialment
La Unió Soviética va competir amb Estats units per influència al llarg de la Guerra Freda. Els soviètics estaven implicats en una gran campanya per a convèncer al món del atractiu del sistema comunista. En 1945, la unió soviètica fos molt efectiva en atraure a gran part d’Europa per la seua resistència davant de Hitler, també va ser-ho en zones que havien sigut colonitzades al llarg del món, per la seua oposició al Imperialisme Europeu. També emplearen un gran programa de diplomàcia pública que incluia: promocionar la seua alta cultura, radiodifusió, disseminar informació sobre l’Oest, promocionar protestes nuclears, moviments de pau i organitzacions de juventud. A pesar d’això, el seu sistema tancat i la falta de cultura popular va reduir la seua capacitat de competir amb els estats units en termes de poder trasnversal.
Alguns governs no democràtics han intentat usar la migració com a eina de soft power: Un exemple és Egipte, el qual sota la pesidencia de Gamal Abdel Nasser va entrenar i enviar centenars de mestres al llarg del món arab amb la intenció de proliferar idees anticolonialistes i antizionistes. Un altre ho es Cuba, on el programa d'internacionalisme mèdic del règim de Fidel Castro ha enviat a milers de professionals mèdics a l'estranger per a fins diplomàtics de la cultural. Els Instituts Confucius patrocinats per la Xina disposats al llarg de tot el món s’apoyen en professors xinesos per tal de reforçar el poder transversal del país a l'estranger. Més recentment, la diplomàcia de migració turca ha incluit el patrocinament de l'emigració a curt termini d'imams a Europa i Amèrica del Nord.
Després que el Papa Joan Pau II visités Polònia el 1979, alguns comentaristes polítics van afirmar que la seva visita va influir en els esdeveniments contra el govern comunista de Polònia, la Unió Soviètica i finalment el comunisme, els quals promovien l'ateisme.
"El Papa va guanyar aquesta lluita trascendint la política. Això és el que Joseph Nye anomena poder transversal, el poder d'atracció i repulsió. Va començar amb un enorme avantatge i el va explotar al màxim: Dirigia aquella institució que representava el contrari de la manera de vida comunista, que odiava el poble polonès. Ell mateix era polonès, però es trobava per sobre de l'abast del règim. En identificar-se amb ell, els polonesos tindrien l'oportunitat de netejar-se els compromisos que havien de fer per a viure sota el règim. I van venir amb ell per milions. Van escoltar. Els va dir que fossin bons, que no es comprometessin a si mateixos, que es mantinguessin els uns als altres, que no tinguessin por, i que Déu és l'única font de bondat, l'únic estàndard de conducta. "No tingueu por", va dir. Milions de persones van cridar en resposta: "Volem a Déu! Volem a Déu! Volem a Déu!" El règim es va acovardir. Si el Papa hagués triat convertir el seu poder transversal en poder dura, el règim podria haver estat ofegat en sang. En canvi, el Papa simplement va portar al poble polonès a desertar dels seus governants afirmant la solidaritat entre ells. Els comunistes van aconseguir mantenir-se com a dèspotes una dècada més. Però com a líders polítics, van acabar."
A més de la visita del Papa, la radiodifusió i la propaganda nord-americana a l'Europa usada pels soviètics (particularment a Polònia) van contribuir a l'ascens del moviment “Solidaritat” i al col·lapse dels governs recolzats pels soviètics allà i en la resta de l'aliança del Pacte de Varsòvia.
Els Estats Units i Europa han estat constantment fonts d'influència i poder transversal. Alguns dels motius han sigut l'art, la literatura, la música, el disseny, la moda i fins i tot el menjar. A més, Europa i els Estats Units han afirmat sovint donar suport als drets humans i a les lleis internacional. El 2012, la Unió Europea va ser guardonada amb el Premi Nobel de la Pau "per més de sis dècades de contribució a l'avanç de la pau i la reconciliació, la democràcia i els drets humans a Europa." El 2019, els Estats Units contenen la segona xarxa diplomàtica més gran del món,el major nombre de periodistes estrangers amb seu al país,i es converteixen en la destinació més popular per als estudiants internacionals. Les pel·lícules americanes, entre altres influències, han contribuït a l'americanització d'altres cultures.
Un punt important per al poder transversal d’Europa consisteix en el futbol i el seu abast mundial, en Estats Units els esports més destacats (com el futbol americà i el beisbol) són en gran manera impopulars a l'escenari mundial.
Àsia i més recentment la Xina han estat treballant per maximitzar el potencial del seu poder transversal, utilitzant l'admiració de cultures antigues, arts, moda i cuina. Malgrat això, la Xina es presentant-se com a defensora de la sobirania nacional, es va convertir en un problema després de la campanya aèria de l'OTAN per enderrocar al coronel Muammar Gadafi i el suport de l'OTAN als rebels a Líbia. Els xinesos també competeixen amb els Estats Units per guanyar influència a tot el Pacífic sud, no obstant això alguns comentaristes han dit que la seva recent asserció en aquesta regió ha creat una crida perquè les nacions d'aquesta regió s'alineïn amb els Estats Units i augmentar d'aquesta manera el poder transversal dels Estats Units en aquesta àrea.
El poder tou s'estén més enllà de les operacions governamentals, a les activitats del sector privat, la societat i la cultura en general.El poder tou ha guanyat influència gràcies a que aborda les disposicions preexistent de persones que cada vegada s'han tornat més actives en els seus governs. Això és cert fins i tot als països autoritaris on les persones i les institucions són cada vegada més capaces de donar forma al debat.
L'era de la informació també ha portat a l'augment dels recursos de poder transversal per a agents no estatals, principalment, a través de l'ús de mitjans de comunicació globals, i en major mesura Internet utilitzant eines com la World Wide Web, les entitatsno estatals han estat capaços d'augmentar el seu poder transversal i pressionar influint en els resultats de les polítiques. En lloc d'organitzacions de front, aquests agents no estatals poden crear organitzacions de ciberdefensa per reclutar membres i projectar la seva veu a l'escenari global.

### Xina
La cultura tradicional xinesa ha estat una font d'atracció, i per això ha creat centenars d'Instituts Confuci de tot el món per ensenyar i difondre la seva llengua i cultura. Actualment, Xina és el país més popular d'Àsia per a estudiants internacionals, la destinació més important a nivell mundial per a estudiants africans anglofons, i la segona central d'inversió d'Infraestructures; cosa que ha atret a moltes cultures de l'est a unir-se. La inscripció d'estudiants estrangers a la Xina ha augmentat de 36.000 en els 2000 a almenys 240.000 en 2010
Xina té la xarxa diplomàtica més gran del món, superant als Estats Units en 2019.Actualment, la prestació d'ajuda mèdica xinesa durant la pandèmia de COVID-19 ha sigut anomenat com a "la diplomàcia de mascareta".
Va quedar 2a de 20 nacions en l'Informe de Presència Global Elcano per al 2018 pel Elcano Royal Institute i 27a de 30 nacions en l'índex Soft Power 30 per al 2018 i 2019 publicat per Portland Communications i el USC Center on Public Diplomacy. Segons l'índex, la Xina és un "juggernauta cultural", sent classificat 8è en la categoria Cultura i 10è en la categoria Engagement.
L'enquesta Global Attitudes de primavera de 2014 del Pew Research Center afirma que la Xina rep majoritàriament ressenyes positives en les nacions africanes subsaharianes enquestades, tot i que els sud-africans estan molt dividits (45% favorables, 40% desfavorables). L'augment del poder transversal de la Xina es pot explicar mirant el seu creixement econòmic i considerant la participació econòmica amb molts països africans. L'expansió del comerç, la seua inversió en el continent africà la difusió de projectes d'infraestructura donen una impressió positiva de la Xina als habitants d’Àfrica. El compromís econòmic de la Xina als països africans es considera molt més pragmàtic i coherent amb les prioritats de molts països africans. A més, el creixent paper de la Xina com a superpotència mundial sembla atractiu i això impulsa el desig de vincular les economies africanes més estretament amb l'economia xinesa.
Mitjançant l'ús de GONGOs (en altres paraules, una organització no governamental organitzada pel Govern), la Xina exerceix poder transversal a través de l'ajuda exterior i el desenvolupament a l'Àfrica. S’ha fet un esforç sistemàtic per a ampliar i donar major importància a les seves polítiques de poder transversal a Àfrica des del primer Fòrum sobre la Cooperació Xina-Àfrica en 2000. Els compromisos van des de la salut i ajuda humanitària fins a l'intercanvi acadèmic, professional i cultural.
L'intercanvi cultural pot ser un exemple representatiu de com la Xina ha estat estenent el seu poder transversal. El 2005 es va establir el primer Institut Confuci a Àfrica. Aquest és finançat pel govern xinès i proporciona xinès i programació cultural al públic. Actualment hi ha 19 instituts a Àfrica i la Xina ha planejat gastar 20 milions de renminbi per a projectes educatius a Sud-àfrica, incloent l'ensenyament del mandarí en 50 escoles secundàries locals.
A més, hi ha un creixent suport per als programes de visitants culturals que va guanyar impuls el 2004 quan es va establir el Programa de Visitants Culturals Africans. Hi ha un nombre creixent d'empresaris africans que trien traslladar-se a la Xina i també hi ha comunitats de la diàspora en moltes ciutats xineses que s'han trobat.
Fora d'Àfrica, el poder tou xinès s'estén a països com Barbados. El primer ministre de Barbadian, David Thompson, va expressar admiració pel model econòmic xinès i va tractar d'emular la manera en què els bancs controlats per l'estat xinès guiaven el desenvolupament. El poder tou xinès als països de l'Orient Mitjà ha estat expandint-se des de principis del mil·lenni i inclou molts esforços en els camps de l'educació, el periodisme i la cultura popular. Una de les eines de poder transversal més influents és la de la Xina cap al món àrab, com Roie Yellinek va dir en el seu article són els 15 Instituts Confuci de tota la regió.

### França
França ha exercit durant molt de temps una gran quantitat de poder transversal. El país i la seva cultura han sigut admirats durant segles en moltes parts del món; tant és així que Thomas Jefferson va pronunciar "Tot home té dos països, el seu i França." Respecte a la seua xarxa diplomàtica, el 2017, França tenia la tercera més gran del món.
Des d'un punt de vista històric, França va ser un punt focal de l'Era de la Il·lustració; la seva adhesió als ideals de llibertat, igualtat, tolerància i raó es va plasmar notablement en l'escriptura i publicació de l'Enciclopèdia. La Revolució Francesa va ser un dels esdeveniments més significatius en la història europea i mundial. Des de llavors, França ha estat instrumental en la difusió dels ideals republicans. El Codi Napoleònic, que va influir en gran part de la resta d'Europa i més enllà, es considera un dels documents legals més importants de l'era moderna.
El francés ha sigut durant segles una important llengua diplomàtica. Per exemple, el francès ha d'utilitzar-se –igual que l'anglès– per a tots els documents emesos per la Sèrie del Tractat de les Nacions Unides, assegurant que tots els tractats de les Nacions Unides siguin igualment vàlids en les seves versions anglesa i francesa.
França també ha seguit durant dècades una política diplomàtica i cultural molt activa. Un exemple d’aquesta conducta és la creació de l 'Aliance Française o aliança francessa el 1883, amb l'objectiu de promoure la llengua i cultura. En l'informe de Monocle "Soft Power 30", de 2015, França va ser classificada com a primera en els criteris d’ "ocupació", que pretén mesurar "l'abast de la xarxa diplomàtica dels estats i el seu compromís amb reptes importants com el desenvolupament i el medi ambient". Monocle també va assenyalar que "en termes d'un abast influent, França és el millor estat en xarxa del món i és membre de més organitzacions multilaterals que qualsevol altre país." En general, França es va classificar quart en aquest estudi.
El secularisme a França sigut una font d’inspiració per a  altre països. Per exemple, França va ser el principal model d'occidentalització d'Atatürk com a part dels grans esforços de reforma, que va encapçalar quan era president de Turquia.
Cal recalcar finalment la rellevància del seu turisme. França, i en particular París, des de fa molt temps ha estat considerada un dels llocs més romàntics, convertint-lo en una destinació freqüent.De fet, el 2014 França va ser el país més visitat del món.

### Alemanya
Els rànquings anuals de poder transversal elaborats per la revista Monocle i l'Institut per al Govern llisten als 30 països que "millor atreuen a altres nacions a través de la cultura, l'esport, la cuina, el disseny, la diplomàcia i més enllà". Sobre Alemanya dita revista va dir: "Poden pintar a Merkel com una mestra de tasques severa, però sembla que té un costat més suau, o el país que dirigeix ho fa". També va suggerir que l'ascens d'Alemanya com a poder transversal no hauria de sorprendre, afegint com "El país és tradicionalment excel·lent perseguint les seves idees, valors i objectius utilitzant eines diplomàtiques, culturals i econòmiques". ”Per fer les coses senzilles bé, és un país que s’ha convertit en potència global i la resta de nosaltres ens podem sentir còmodes amb el fet”. Els alemanys han sigut especialment cautelosos sobre l'emissió d’una imatge dominant a l'estranger, la revista va afegir, però va dir que l'ascens del país no hauria de fer que tothom se senti incòmode. El 2017, Alemanya va tenir la vuitena xarxa més gran de diplomàcia del món.

### Italia
Els elements més contribuents al poder transversal italià són l’art, música, moda i gastronomia. Italia va ser el lloc de naixement de l’òpera i durant generacions la llengua de l'òpera va ser italiana, independentment de la nacionalitat del compositor. Els gustos populars en el teatre a Itàlia han afavorit la comèdia durant molt de temps; l'estil improvisat conegut com la Commedia dell'arte a mitjans del segle XVI i que encara s'interpreta avui dia. Abans de ser exportat a França, el famós gènere de ballet també es va originar a Itàlia. El país compta amb diverses ciutats mundialment famoses: Roma (antiga capital de l'Imperi Romà i seu del Papa de l'Església Catòlica), Florència (cor del Renaixement, un període de grans èxits en les arts que van acabar amb l'Edat Fosca) i altres ciutats com Torí (la qual solia ser la capital d'Itàlia, i ara és un dels grans centres mundials d'enginyeria automobilística), Milà (capital mundial de moda) i Venècia (amb el seu complex sistema de canals, que atrau turistes de tot el món, especialment durant el Carnaval de Venècia i la Biennal). Itàlia és la llar del major nombre de llocs Patrimoni de la Humanitat de la UNESCO (51) fins a la data, i segons una estimació el país és la llar de la meitat dels grans tresors artístics del món. La nació té, en general, 100.000 monuments de qualsevol tipus (esglésies, catedrals, jaciments arqueològics, cases i estàtues).
També és considerada el lloc de naixement de la civilització occidental i una superpotència cultural. El 2017, Itàlia va tenir l'onzeava xarxa diplomàtica més gran del món.

### Japó
“Cool Japan" (クールジャパン, Kūru Japan), traduit al català com al Japó guai és un concepte encunyat el 2002 com una expressió de la cultura popular del Japó. El concepte ha estat adoptat pel govern japonès, així com pels organismes comercials que intenten explotar el capital comercial de la indústria cultural del país.] Ha estat descrit com una forma de poder transversal, "la capacitat d'influir indirectament en el comportament o interessos a través de mitjans culturals o ideològics." En un article de 2002 de la revista Foreign Policy, Douglas McGray va escriure sobre el "superpoder de reinvenció" mentre la seua influència cultural es va expandir internacionalment malgrat els problemes econòmics i polítics de la "dècada perduda". Estudiant la cultura juvenil i el paper del J-pop, el manga, l'anime, la moda, el cinema, l'electrònica de consum, l'arquitectura i la cuina, McGray va destacar el considerable poder transversal del Japó, fent-se la pregunta de quin missatge podria projectar el país. També va argumentar que la recessió del Japó fins i tot podria haver impulsat la seva refredada nacional, a causa del desacreditament parcial de jerarquies socials rígides i les carreres dels grans negocis. El 2017, el Japó tenia la cinquena xarxa diplomàtica més gran del món.

### Rússia
Rússia ha estat desenvolupant el seu poder transversal, invertint en diversos instruments de diplomàcia pública al llarg dels 2000, però el terme es va utilitzar per primera vegada en un document oficial el 2010 quan el president Medvedev va aprovar un Addendum al Concepte de Política Exterior. El mot no es va definir, però es va descriure com relacionat amb la diplomàcia cultural. El 2013, el nom va aparèixer en una nova versió del concepte de política exterior on el poder tou es va definir com "un conjunt d'eines integral per aconseguir objectius de política exterior construint sobre el potencial de la societat civil, informació, mètodes i altres mètodes i tecnologies alternatius a la diplomàcia tradicional." El 2007, el president rus Vladimir Putin va ser nomenat Persona del Temps de l'Any. El 2013, va ser nomenat persona més poderosa per la revista Forbes. El 2015, Rússia va dirigir la creació de la Unió Econòmica Euràsia El 2017, Rússia va tenir la quarta xarxa diplomàtica més gran del món. Arran de l'enverinament de Serguei i Yulia Skripal el 2018, la BBC va informar que "la seva extensa xarxa diplomàtica reflecteix la seva història imperial com una gran potència al segle xix, així com la seva postura de la Guerra Freda. Compta amb multitud de llocs a Europa de l'Est i antics aliats comunistes, incloent Xina, Vietnam, Cuba i Angola, així com llegats de l'antiga URSS a Àfrica i Àsia. La mida de la seva xarxa reflecteix l'abast de la seva ambició global no disminuïda."

### Corea del sud
“Hallyu”, també coneguda com a “Korean Wave” o la seua traducció, l’ola coreana, és un neologisme referent a la propagació de la cultura sur-coreana des de filnals de 1990. D’acord amb un reporter del Washington post, l'expansió de l'entreteniment coreà ha portat a vendes més altes de béns i serveis com poden ser roba, menjar i classes de coreà.
A més d'augmentar la quantitat d'exportacions, l'ona coreana és utilitzada pel govern com una eina de poder transversal per comprometre's la juventud d’arreu del món i intentar reduir el sentiment anticoreà.
"Al segle xxi, la cultura és poder."
L'expresident sud-coreà Park Geun-hye.
El 2012, la enquesta de la BBC va revelar que l'opinió pública de Corea del Sud ha estat millorant cada any des que es va dur a terme la primera enquesta de qualificació per al país el 2009. En diversos països, com Rússia, l'Índia, la Xina i França, l'opinió pública de Corea del Sud va passar de ser lleugerament negativa a generalment positiva. L'informe cita la cultura i la tradició com un dels factors més importants que contribueixen a les percepcions positives de Corea del Sud. Això ve acompanyat d'un ràpid creixement en el valor total de les exportacions culturals que va ascendir a 4 200 milions de dòlars en 2011.Va ser impulsada per la difusió de drames coreans televisats a través de l'est, el sud i el sud-est d'Àsia durant les seves etapes inicials, l'ona coreana va evolucionar des d'un desenvolupament regional a un fenomen global a causa de la proliferació de vídeos musicals del pop coreà (K-pop) a YouTube.
El kpop és un fenomen de masses mundial al que hi ha que prestar-li especial atenció si parlem de poder transversal. En un reportatge de publicat conjuntament pel Ministre de cultura, esports i turismes i l’Institut de Turisme de la Cultura Coreana estima que tan sols el fet que BTS, el grup més famós del moment, hagi aconseguit el número 1 als billboard generarà un valor de 1.2 trilions de wons en termes d’efectes introducció de productes i 480 bilions de wons en valor afegit. El valor econòmic és, per tant, d’un voltant de 1.2 bilions d’euros. A més, gràcies a la seua col·laboració i exportació de productes de consum tals com cosmètica, aliments i roba, es calcula un augment d’aproximadament 225 milions d’euros. Els resultats es basen l’anàlisi de la magnitud de vendes de l’agència del grup, BigHit Entertainment, l'estadística del servei duaner de Corea, el Bank de Corea i les dades de Google Trends. Així i tot, l'estudi no considera el potencial impacte de dita banda en el turisme, restringit per la pandèmia.
Però el kpop no esta tan sols ajudant a l'economia de Corea del Sud, també en les seues relacions internacionals.
Un reportatge de la NHK també indica com el grup Twice, està ajudant a la seua relació amb Japó, un dels motius plantetjats es el fet que tres membres d'aquest grup són de nacionalitat japonesa: Myoui Mina, Minatozaki Sana i Hirai Momo. L'altre, el poder transversal.
Un altre exemple pot ser l'actuació del grup de xiques Red Velvet a Corea de Nord. Després de la Declaració de Panmunjom del 27 d'abril de 2018, s'han produit diversos intercanvis culturals (8 entre 2008 i 2017) amb la intenció de facilitar la cooperació entre ambdós països. Aquestos són dificultosos, ja no comparteixen una visió del món similar. De fet, Corea del Nord ha arribat a qualificar la cultura sud-coreana com a "d'estil vulgar i capitalista", revisant el codi penal l'any 2013 i incrementant la pena per distribució de contingut "decadent, eròtic i obscè". Això ha originat que aquests interncanvis culturals se centressin en la neutralitat política i el simbolisme, i motiu pel qual l'actuació d'aquest grup fos tan significativa.

### Anglaterra
Des del segle 1814–1914 de Pax Britannica Les relacions exteriors del Regne Unit han tingut un component de poder transersal significatiu.A dia d’avui continua sent un dels països més influents del món,situant-se en el primer lloc segons el Grup Portland de 2018 i 2015, Comres, Facebook report, i l'enquesta Monocle de poder transversal global del 2012
El Regne Unit té fortes relacions diplomàtiques amb països de tot el món, particularment amb països de la Commonwealth i molts altres d'Europa, Àsia, Orient Mitjà, Àfrica i els Estats Units. Les missions diplomàtiques entre països de la Commonwealth són conegudes com a “altes Comissions” en lloc d’ambaixades per a indicar la proximitat de la relació. El Regne Unit exerceix la seva influència en països de la Unió Europea, i té la setena xarxa global de missions diplomàtiques més gran a partir de 2017.Molts països de tot el món utilitzen la forma britànica de democràcia i govern coneguda com a sistema de Westminster.
La influència de la cultura i l'esport britànics es va estendre, particularment durant la invasió britànica, “Cool Britannia”, i més recentment els Jocs Olímpics de Londres de 2012 i el “Diamond Juilee”. Les cerimònies d'obertura i clausura celebraven la cultura britànica i els seus èxits amb el món. Cal destacar, a més a més que Londres ha sigut la primera ciutat en acollir els Jocs Olímpics moderns tres vegades. La seua influència en el sector de la comunicació és molt rellevant, ja que els mitjans britànics es transmeten internacionalment, en particular la BBC World Service, BBC World News i The Economist. També el cinema i la literatura britànics tenen atractiu internacional, i el teatre britànic ajuda a fer de Londres una de les ciutats més visitades del món, així com les escoles i universitats de Gran Bretanya són destinacions populars per a estudiants d'altres nacions.
En aspectes burocràtics destaca pels següents motius: tan la llengua com la llei contractual d'anglaterra són les més important i utilitzades en el negoci internacional, Londres és la seu de quatre de les sis empreses legals més grans del món i El Regne Unit i més específicament, Londres són centres de finances internacionals on els mercats financers arriben per a tractar-se els uns amb els altres. També és la seu de les principals empreses internacionals, moltes de les quals trien ser llistades a la Borsa de Londres.
Després de l'enverinament de Sergei i Yulia Skripal el 2018, el Regne Unit va respondre amb esforços diplomàtics bilaterals i multilaterals que van portar a nacions de tot el món a expulsar a cent cinquanta diplomàtics russos, descrits per la CNN com un "remarcable cop diplomàtic per a Gran Bretanya". El primer ministre britànic Theresa May va declarar al parlament que la resposta global coordinada va ser la "més gran expulsió col·lectiva d'oficials d'intel·ligència russos en la història." Posteriorment, Rússia va intentar atribuir part de la influència als Estats Units, això es va veure com un exercici de propaganda dissenyat per danyar el prestigi internacional del Regne Unit i es va trobar que era fals després de les declaracions dels diversos estats i de la totalitat de la Unió Europea.
La gran campanya de 2012 va ser un dels esforços de promoció nacional més ambiciosos mai realitzats per qualsevol nació important. Estava programat per aprofitar al màxim l'atenció mundial als Jocs Olímpics d'estiu de Londres. Els objectius eren fer més visible la cultura britànica per tal d'estimular el comerç, la inversió i el turisme. El govern es va associar amb líders clau en cultura, negocis, diplomàcia i educació. La campanya va unificar molts temes i objectius, incloent reunions de negocis; convencions acadèmiques; comerciants de vehicles recreatius; parcs i campaments; agències de convencions i visitants; hotels; menjadors de llit i esmorzar; casinos; i hotels.

### Estats Units
Les relacions internacionals dels Estats Units han tingut, durant molt de temps, un gran poder tranversal. Exemples del seu impacte inclouen les quatre llibertats de Franklin D. Roosevelt a Europa per motivar als Aliats en la Segona Guerra Mundial; la gent darrere del Teló d'Acer escoltant el braç de propaganda estrangera del govern Radio Free Europe; els afganesos recentment alliberats el 2001 demanant una còpia de la Llei de Drets i joves iranians avui dia vigilant subreptíciament vídeos nord-americans prohibits i emissions de televisió per satèl·lit en la privacitat de les seves llars. El primer compromís d'Amèrica amb la tolerància religiosa, per exemple, va ser un poderós element de la seva crida general als immigrants potencials; i l'ajuda nord-americana en la reconstrucció d'Europa després de la Segona Guerra Mundial va ser una victòria propagandística per mostrar la prosperitat i la generositat del poble dels Estats Units.
Estudis de radiodifusió americana al bloc soviètic, i testimonis del president txec Václav Havel, el president polonès Lech Wałęsa, i el president rus Borís Ieltsin suporten que els esforços de poder transversal dels Estats Units i els seus aliats durant la Guerra Freda, van ser finalment reeixits en la creació de les condicions que van conduir al col·lapse de la Unió Soviètica.
Respecte a la seua influència en el món àrab s'afirma el següent: "La televisió de Satèl·lit està promovent activament el poder transversal dels Estats Units en el món àrab de maneres que els Estats Units han estat incapaços de fer. El llançament del canal de satèl·lit Alhurra en àrab a principis de 2004 per proporcionar notícies i entreteniment de maneres més beneficioses per als Estats Units, va marcar un punt d'inflexió important en el desenvolupament de la diplomàcia pública dels Estats Units. Tot i que s'autoanomena l'organització de notícies més gran del món en llengua àrab, Alhurra, amb seu a Virgínia, no té el segell i el reconeixement de la marca d'Al Jazeera, però la seva presentació equilibrada de notícies li ha valgut una petita però significativa audiència. Innovacions controversials en la radiodifusió que apunten a audiències de masses joves a través d'una barreja de notícies lleugeres i música popular americana suau – Radio Sawa en àrab i Radio Farda en persa – han capturat una quota de mercat substancial en les seves regions objectiu."